# Drosophila moju
Drosophila moju är en tvåvingeart som beskrevs av Crodowaldo Pavan 1950. Drosophila moju ingår i släktet Drosophila och familjen daggflugor.
Artens utbredningsområde täcker ett område i Sydamerika från Costa Rica till Brasilien och Bolivia.